# コンパクト・ディスコ
コンパクト・ディスコ（Compact Disco）は、ハンガリーのエレクトリック・ロック・バンドであり、ブダペストを拠点として2008年に結成された。ユーロビジョン・ソング・コンテスト2012のハンガリー代表に選出され、2012年5月にアゼルバイジャンのバクーで開催される同大会で「Sound of Our Hearts」を歌う。

## 来歴

### 初期
ロフティ、パールとヴァルコーが初めて互いに出会ったのは2005年のことであり、その時ロフティ・ベフナムは、自身が属するテクノのプロデューサー・デュオ「コリンズ・アンド・ベフナム」が、アダムスキ（Adamski）とシールの楽曲「Killer」のカヴァーをするために必要なヴォーカリストを探していた。当時ヴァルコー・チャバはアメリカン・アイドルのようなタレント・オーディション番組にエントリしており、ロフティはヴァルコーに、カヴァー曲のヴォーカルを依頼し、ヴァルコーはこれを受け入れる。ヴァルコーはは当時「ブラウンフィールド」というファンク、ポップのバンドで活動しており、同バンドのメンバーにも録音に参加するよう求めた。そのメンバーの中のひとりがパール・ガーボルであり、パールはニュージャズのバンド「トイ・ディヴィジョン」の創設者でもあった。こうしてロフティ、パール、ヴァルコーの3人が互いに出会うことになる。
しかし、彼らがバンド結成に動くのは2008年のことであった。このときロフティはヴァルコーと共にエレクトリック・ポップのバンドを立ち上げることを構想し、ヴァルコーはそのためのキーボーディストとなるようパールにもちかけた。3人は2008年の8月に初めて集まり、バンドとして初めての楽曲の制作を始めた。このときの楽曲は後に「Fly or Dive」と名付けられる。
3人は2009年の3月まで楽曲の制作に取り組み、この時点までにヴォーカル部分以外はすべて録音が完了した。そして、アルバム発売を目指してヴォーカル部分の録音、ミキシング、マスタリングを行う。「コリンズ・アンド・ベフナム」でロフティの相方を務めてきたネーメティ・ガーボル“コリンズ”のスタジオ「Groovejack Studio」で2009年7月まで作業を続けた。
彼らはアルバムの制作が終わり、バンド名を「コンパクト・ディスコ」とすること、またアルバムのタイトルを『Stereoid』を決めた。ハンガリーのインディ・レーベル、CLSミュージック（CLS Music）が彼らに関心を持ち、2009年9月にレーベルとの合意が交わされ、12月にアルバムは発売にこぎ着けた。

### 『Stereoid』発売後
彼らは2010年1月からライブを始め、ハンガリー国内やルーマニアのトランシルヴァニア地方を巡った。初のビデオ・クリップ「I'm in Love」も制作され、この曲はハンガリーのダンス・ミュージックのチャートでトップ10入りした。このビデオはアルバム発売の直前にあたる2009年11月に撮影され、プロデュースはハンガリーの映像製作会社Studio Xであった。
アルバム『Stereoid』は発売後、2010年のハンガリー音楽賞（Fonogram Awards）のエレクトリック・ミュージック部門にノミネートされた。
2010年5月、2作目のビデオ・クリップとして「Without You」のプロモーション・ビデオがStudio Xのプロデュースにより撮影された。「I'm in Love」はハンガリーのチャートで一定の成功を収めたものの、バンドの売り込みには十分ではなく、多くの人々がこれを外国のバンドの作品と誤認していた。そのため、この2本目のビデオは「イメージ・ビデオ」としてバンドの映像のみを使用することにした。
同じく5月には、中欧の週刊誌Bravoはコンパクト・ディスコを2010年のオットー賞の新人部門にノミネートし、またマジャル・ラジオ（Magyar Rádió）の音楽チャンネル「MR2ペテーフィ」の番組「Akusztik」でも取り上げられた。マジャル・ラジオの第8スタジオにて、観衆が見守る中で番組の収録が行われた。
2010年の夏期には、ハンガリーの有力な音楽フェスティバルに多数出場し、ハンガリーのMTV Iconにてアーコシュ（Ákos）のカヴァーをするよう求められた。この頃、パールとヴァルコーがかつて属していたバンド「ブラウンフィールド」のメンバーであったシャーンドル・アッティラがステージ上でベーシストを務めており、2010年11月にシャーンドルは正式メンバーとしてコンパクト・ディスコの一員となった。2010年11月、レッドブルの要求に応えて3作目のビデオ・クリップ「Fly or Dive」がStudio Xプロデュースにより制作された。
この年、「I'm in Love」とそのリミックス作品はイギリスのBuzz Chart、スイスのSwiss DJ Chartを含む各国のチャートにランキングされた。この曲はハンガリーのダンス・ミュージックのチャートThe VIVA Club Chartで首位となった。ティエスト、フェリー・コーステン、アレックス・ガウディーノ（Alex Gaudino）、オリヴァー・ラング（Oliver Lang）、Mischa Daniels、Henry John Morgan、Chris Finan、Ant Nichols、Paul Ughesといった各国のDJがこの曲を使用した。
また彼らは、ハンガリーのエスノ・ポップ・バンドホルドヴィオラ（Holdviola）の「Erdő, erdő」や「Bánat utca」、アーコシュの「A fénybe nézz」のリミックスを制作した。
2010年11月15日、ビデオ・クリップ・シリーズ「Segíts Antosnak」が好評を得たことも功を奏し、4週間におよぶ選考の末にコンパクト・ディスコはMTV brand:newの賞を受けた。2010年12月6日、デビュー・アルバムの『Stereoid』は無料ダウンロード公開された。

### 『II』
2010年12月、彼らは2作目のアルバム『II』の制作を始めた。収録曲はヴォーカル部分以外はコンパクト・ディスコのホーム・スタジオで制作され、ヴォーカル部分は再びコリンズの「Groovejack Studio」が使用された。ミキシングとマスタリングはアノルガニク（Anorganik）のガーボル・ドイチュ（Gábor Deutsch）が担当した。本作品からの初のシングル・カット曲は「Feel The Rain」であり、マジャル・ラジオのMR2ペテフィのチャートで2位にランキングされた。またこの時に新しいバンドのロゴが作成され、シャーンドルによってアルバムのカヴァーがデザインされた。
アルバム発売までに彼らはハンガリーの複数の音楽賞によってノミネートされ、一部は受賞に至った。2011年1月にはフォノグラム賞（Fonogram）の3部門（エレクトリック・ミュージック、新人、最優秀曲）でノミネートされ、3月2日にエレクトリック・ミュージック部門で受賞した。4月24日にはアントロポシュ.hu（Antropos.hu）の最優秀アルバムを受賞した。2011年4月にはVIVA（Viva）ハンガリーのComet賞で最優秀バンドに選出される。
Age Mediaは『Stereoid』からのシングル・カット3作品を世界向けに販売する権利を獲て発売し、またユニバーサルミュージックはルーマニアおよびブルガリアで「I'm in Love」を販売した。
2011年5月、レッドブルはハンガリーの著名な作曲家であるフランツ・リスト（リスト・フェレンツ）の生誕を記念するイベント「リスト・リミックス」を開催する。イベントはハンガリーのミュージシャンたちがリストの作品をリミックスするなどして3-4曲のパフォーマンスをするというもので、コンパクト・ディスコは「ハンガリー狂詩曲第2番」をアップテンポのドラムンベースにアレンジし、「愛の夢第3番」を取り入れた楽曲「Feel The Rain」を制作した。またファーストアルバム『Stereoid』収録曲「Withou You」をクラシック・オーケストラにした。この作品は録音されてMR2ペテフィ・ラジオで繰り返し放送された。

## ユーロビジョン2012
2012年2月、ユーロビジョン・ソング・コンテスト2012のハンガリー代表を選ぶ国内選考の決勝戦にて「Sound of Our Hearts」を歌って優勝し、同大会のハンガリー代表となることが決まった。

## メンバー
- ロフティ・ベフナム（Lotfi Behnam） - DJ
- パール・ガーボル（Pál Gábor） - キーボーディスト
- シャーンドル・アッティラ（Sándor Attila） - ベース
- ヴァルコー・チャバ（Walkó Csaba） - ヴォーカル

## ディスコグラフィー

### アルバム
| 年   | タイトル | レーベル  |
| ---- | -------- | --------- |
| 2009 | Stereoid | CLS Music |
| 2011 | II       | CLS Music |

## 受賞歴
| 年   | 賞                      | 部門                                 | 結果       |
| ---- | ----------------------- | ------------------------------------ | ---------- |
| 2010 | Fonogram Awards         | Best Performance in Electronic Music | ノミネート |
| 2010 | Bravo Otto Awards       | Best New Artist                      | ノミネート |
| 2010 | MTV brand:new           | 6th brand:new band                   | ノミネート |
| 2011 | Fonogram Awards         | Best Performance in Electronic Music | 受賞       |
| 2011 | Fonogram Awards         | Best New Artist                      | ノミネート |
| 2011 | Fonogram Awards         | Best Song (I'm in Love)              | ノミネート |
| 2011 | Antropos.hu Awards      | Album of the Year 2010               | 受賞       |
| 2011 | VIVA Comet              | Band of the Year 2010                | ノミネート |
| 2011 | MTV Europe Music Awards | Best Local Artist - Hungary          | 受賞       |
| 2011 | MTV Europe Music Awards | Wordwide Act - European Nominee      | ノミネート |